# 26955 Лі
26955 Лі (26955 Lie) — астероїд головного поясу, відкритий 30 червня 1997 року.
Тіссеранів параметр щодо Юпітера — 3,475.